# Wola Szkucka
Wola Szkucka – wieś w Polsce położona w województwie świętokrzyskim, w powiecie koneckim, w gminie Fałków.
| SIMC    | Nazwa     | Rodzaj     |
| ------- | --------- | ---------- |
| 0539414 | Zygmuntów | przysiółek |

W latach 1975–1998 miejscowość administracyjnie należała do województwa piotrkowskiego.
W 2011 miejscowość liczyła 273 mieszkańców.
Wierni Kościoła rzymskokatolickiego należą do parafii Świętej Trójcy w Fałkowie.